# Ellenberg (Württemberg)
Ellenberg ist eine Gemeinde im Ostalbkreis in Baden-Württemberg mit 20 Ortsteilen, die meisten davon kleine Wohnplätze. Die meisten Einwohner haben der Hauptort Ellenberg und der Ortsteil Breitenbach.
Die Gemeinde ist Mitglied der Vereinbarten Verwaltungsgemeinschaft der Stadt Ellwangen (Jagst).

## Geographie

### Geographische Lage
Ellenberg liegt etwa auf halber Luftlinie zwischen Stuttgart und Nürnberg am Ostrand des Virngrunds auf dem südlichen Hangrücken der Nordost-Kuppe des Hornbergs. Die Gemeinde hat Anteil an den Naturräumen Östliches Albvorland und Schwäbisch-Fränkische Waldberge, die beide zum Schwäbischen Keuper-Lias-Land zählen, sowie am Mittelfränkischen Becken, einem Teilraum des Fränkischen Keuper-Lias-Landes.
Durch Ellenberg verläuft die Europäische Wasserscheide zwischen Donau und Rhein. Am östlichen Ortsausgang ist diese mit einem Findling markiert.

### Gemeindegliederung
Zu Ellenberg gehören das Dorf Ellenberg, die Weiler Althueb, Bautzenhof, Birnhäusle, Breitenbach, Eiberg, Georgenstadt, Gerhof, Häsle, Haselbach, Hintersteinbach, Kraßbronn, Muckental, Neuhueb, Rothof und Schmalenbach, die Höfe Schweizerhof und Zwiebelshof und die Häuser Dietlesmühle und Eiberger Sägmühle, sowie die beiden Orte Huebberg und Ziegelhütte. Außerdem liegen auf dem Gemeindegebiet die abgegangenen Ortschaften Vordersteinbach, Nytheim, Staudensägmühle, Geswende, Altengeswende, Niwengeswend, Butzenroden, Underburn bi dem Horn, Zem Brand, Absbach, zem Kapf, Heroltzberg, zem Hessen, Tiechenhart, zem Stainhaw, Zem Horn, Segmul am obern newen weyer und Segmul am alten wyer.

### Kraßbronn
Der Ortsteil Kraßbronn hat zwölf Häuser mit 38 Einwohnern (Stand Oktober 2019). Das Dorf stellt jedes Jahr einen Maibaum sowie einen Kindermaibaum auf. Dieser Ort hat auch ein eigenes Fest, das mit einem Hobbyfußballturnier verbunden ist, das jedes Jahr im Juli stattfindet. Kraßbronn liegt rund drei Kilometer südlich von Ellenberg.

### Flächenaufteilung
Nach Daten des Statistischen Landesamtes, Stand 2014.

## Geschichte
Die Gemeinde feierte im Jahr 2000 ihr 700-jähriges Gemeindejubiläum, da erste urkundliche Erwähnungen aus dem Jahr 1300 datieren. Ausgrabungen unter anderem in der Kirche lassen aber darauf schließen, dass dort bereits vorher Siedlungen existierten. Bis zur Mediatisierung unterstand der Ort der Fürstpropstei Ellwangen, so dass die Reformation hier keinen Einzug hielt. 
Seit 1806 gehörte Ellenberg zum Königreich Württemberg und war dem Oberamt Ellwangen zugeordnet. Als das alte Oberamt während der NS-Zeit in Württemberg aufgelöst wurde, kam der Ort 1938 zum Landkreis Aalen. Von 1945 bis 1952 gehörte die Gemeinde zum Nachkriegsland Württemberg-Baden, das 1945 in der Amerikanischen Besatzungszone gegründet worden war. Im Jahre 1952 gelangte Ellenberg zum neuen Bundesland Baden-Württemberg. Mit der Aufhebung des Landkreises Aalen durch die Kreisreform von 1973 kam die Gemeinde zum neu gebildeten Ostalbkreis.

## Religionen
Ellenberg ist überwiegend römisch-katholisch geprägt. Die heutige katholische Pfarrkirche wurde 1726 erbaut, der Kirchturm 1740 erstellt und das Kirchenschiff 1901 erweitert, um dem Zuwachs der Bevölkerung Rechnung zu tragen. Die Pfarrkirche ist Zur Schmerzhaften Mutter Gottes geweiht. Als wertvollstes Kunstwerk enthält der barocke Bau eine spätgotische Pietà aus der Zeit um 1500. Die Kirchengemeinde fällt in den Bereich der Seelsorgeeinheit Virngrund Ost, gelegen im Dekanat Ostalb der Diözese Rottenburg-Stuttgart.
Die wenigen evangelischen Gläubigen gehören zur Kirchengemeinde Wört, die im Kirchenbezirk Aalen der Württembergischen Landeskirche liegt.

## Politik

### Bürgermeister
Bürgermeisterin ist seit dem 1. Oktober 2022 die parteilose Anna-Lisa Bohn. Sie wurde am 10. Juli 2022 mit 81 Prozent der Stimmen gewählt. Ihr Vorgänger Rainer Knecht (CDU) amtierte ab 1993 und legte sein Amt Ende September 2022 nieder. Im März 1993 wurde er erstmals mit 70,3 Prozent der Stimmen gewählt. Bei seinen Wiederwahlen 2001, 2009 und 2017 erreichte er jeweils über 99 Prozent der Stimmen.

### Gemeinderat
Nach der Kommunalwahl 2019 hat der Gemeinderat 12 Mitglieder.

### Wappen
Blasonierung: In Gold ein aus dem Schildrand wachsender, nach links gewendeter schwarzer Elchkopf.
Die Gemeinde nahm 1924 einen Vorschlag der Archivdirektion Stuttgart an. Der Elchkopf verweist dabei als redendes Wappen auf den Ortsnamen.
Die am 26. Juli 1957 vom Innenministerium Baden-Württemberg verliehene Gemeindeflagge ist Blau-Gelb. Diese vom Wappen abweichende Farbkombination wurde von der Gemeinde festgelegt, um ihre Flagge von der Landesflagge zu unterscheiden.

## Wirtschaft und Infrastruktur

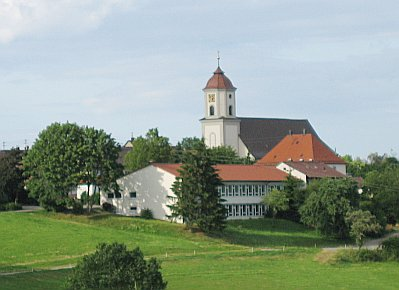
Kirche und Schule von Ellenberg

### Bildung
In Ellenberg gibt es eine eigene Grundschule mit rund 120 Schülern. Weiterführende Schulen werden meist in Ellwangen besucht. Im Ort gibt es zudem einen römisch-katholischen Kindergarten.